# 논산시의 향토문화유산
논산시의 향토문화유산은 다음 각 호에 해당하는 것으로 논산시장이 지정한 유적을 말한다.
1. 「문화재보호법」및「충청남도 지정문화재 보호 조례」에 따라 지정되지 아니한 것으로서 향토의 역사적·예술적·경관적·학술적 가치가 있는 자료에 대하여 보존·보호 할 필요가 있는 유형·무형·기념물·민속자료 등 유산
2. 향후 문화재로서 보존 가치가 있을 것으로 기대되는 유적
3. 향토문화·토속·풍속을 연구하는데 필요한 자료

## 지정 목록
| 번호 | 그림 | 명칭                              | 소재지                        | 소유자 (관리자) | 지정·해제일자                        | 비고 |
| ---- | ---- | --------------------------------- | ----------------------------- | --------------- | ------------------------------------ | ---- |
| 1호  |      | 강경 덕유정                       | 논산시 강경읍 동흥리 47       | 덕유정          | 1992년 10월 28일 지정                |      |
| 2호  |      | 주곡리 장승제                     | 논산시 상월면 주곡리          | 주곡리마을회    | 1992년 10월 28일 지정                |      |
| 3호  |      | [[]]                              | 논산시                        |                 | 1992년 10월 28일 지정, 해제일자 미상 |      |
| 4호  |      | 연산 덕암리 고분군                | 논산시 연산면 덕암리 산1      | 논산시          | 1992년 10월 28일 지정                |      |
| 5호  |      | [[]]                              | 논산시                        |                 | 1992년 10월 28일 지정, 해제일자 미상 |      |
| 6호  |      | 양촌 모촌리 고분군                | 논산시 양촌면 모촌리 산39     | 논산시          | 1992년 10월 28일 지정                |      |
| 7호  |      | 의정공 김국광사당                 | 논산시 연산면 고정리 148      | 광산김씨        | 1992년 10월 28일 지정                |      |
| 8호  |      | [[]]                              | 논산시                        |                 | 지정일자 미상, 해제일자 미상         |      |
| 9호  |      | 돈암서원 책판                     | 논산시 연산면 임리 74         | 돈암서원        | 1976년 1월 8일 지정                  |      |
| 10호 |      | 윤창세선생 묘소일원               | 논산시 노성면 병사리 산1-3    | 파평윤씨종중    | 1992년 10월 28일 지정                |      |
| 11호 |      | 윤황선생 묘소일원                 | 논산시 노성면 장구리 산2-1    | 파평윤씨종중    | 1992년 10월 28일 지정                |      |
| 12호 |      | 윤증가 책판                       | 논산시 노성면 교촌리 306      | 윤완식          | 1992년 10월 28일 지정                |      |
| 13호 |      | 서익선생 유품                     | 논산시 가야곡면 육곡리 394    | 서승영          | 1992년 10월 28일 지정                |      |
| 14호 |      | [[]]                              | 논산시                        |                 | 지정일자 미상, 해제일자 미상         |      |
| 15호 |      | 봉곡서원                          | 논산시 연무읍 고내리 1087-35  | 봉곡서원        | 1992년 10월 29일 지정                |      |
| 16호 |      | [[]]                              | 논산시                        |                 | 지정일자 미상, 해제일자 미상         |      |
| 17호 |      | [[]]                              | 논산시                        |                 | 지정일자 미상, 해제일자 미상         |      |
| 18호 |      | 선충사                            | 논산시 은진면 방축리 421-3    | 김녕김씨종중    | 1994년 12월 30일 지정                |      |
| 19호 |      | 백봉이민진정려                    | 논산시 연산면 청동리 224      | 이상규          | 1996년 12월 30일 지정                |      |
| 20호 |      | 일부김항선생묘소와 영승재         | 논산시 양촌면 남산리 산41-1   | 김효수          | 1996년 12월 30일 지정                |      |
| 21호 |      | 학성군 김완장군 영당              | 논산시 노성면 죽림리 산44-5   | 김태선          | 1996년 12월 30일 지정                |      |
| 22호 |      | 김기서효자 정려                   | 논산시 양촌면 모촌리 252      | 김영수          | 1996년 12월 30일 지정                |      |
| 23호 |      | 조정서원                          | 논산시 가야곡면 조정리 산6    | 조정서원        | 1996년 12월 30일 지정                |      |
| 24호 |      | 해조문                            | 논산시 강경읍 북옥리 142      | 논산시          | 1996년 12월 30일 지정                |      |
| 25호 |      | [[]]                              | 논산시                        |                 | 1996년 12월 30일 지정, 해제일자 미상 |      |
| 26호 |      | 백일헌영당                        | 논산시 상월면 석종리 535-1    | 이신행          | 1996년 12월 30일 지정                |      |
| 27호 |      | [[]]                              | 논산시                        |                 | 1996년 12월 30일 지정, 해제일자 미상 |      |
| 28호 |      | 김희선생 묘소                     | 논산시 연산면 관동리 산43-1   | 김선열          | 1996년 12월 30일 지정                |      |
| 29호 |      | 금곡리 전통한옥                   | 논산시 연무읍 금곡리 122-1    | 박병선          | 1998년 9월 11일 지정                 |      |
| 30호 |      | 신충사                            | 논산시 상월면 신충리 52-1     | 남원양씨종중    | 1998년 9월 11일 지정                 |      |
| 31호 |      | 봉계공 윤유선생 영당              | 논산시 부적면 부황리 산 29    | 윤한병          | 1998년 9월 11일 지정                 |      |
| 32호 |      | 무명용사 기념상                   | 논산시 연무읍 금곡리 660-13   | 육군훈련소      | 2004년 12월 22일 지정                |      |
| 33호 |      | 순국경찰관 합동묘지               | 논산시 등화동 177-3           | 논산경찰서      | 2006년 7월 13일 지정                 |      |
| 34호 |      | 양함선생 충신정려                 | 논산시 상월면 신충리 94-1     | 남원양씨종중    | 2006년 7월 13일 지정                 |      |
| 35호 |      | 춘곡사                            | 논산시 벌곡면 한삼천리 181    | 전주이씨종중    | 2006년 7월 13일 지정                 |      |
| 36호 |      | 서재필박사 본가지                 | 논산시 연무읍 금곡리 256      | 김광수          | 2007년 12월 18일 지정                |      |
| 37호 |      | 도평리 산신제                     | 논산시 양촌면 도평리          | 도평리마을회    | 2007년 12월 18일 지정                |      |
| 38호 |      | 구 강경침례교회 최초예배지        | 논산시 강경읍 북옥리 137      | 논산시          | 2009년 11월 5일 지정                 |      |
| 39호 |      | 연산면 오산리 산신제              | 논산시 연산면 오산리          | 오산리마을회    | 2009년 11월 5일 지정                 |      |
| 40호 |      | 관음사 일주문 및 종각             | 논산시 부창동 195-3           | 관음사          | 2009년 11월 5일 지정                 |      |
| 41호 |      | 한양촌 성삼문선생 유허지          | 논산시 부적면 충곡리 446-2    | 충곡리마을회    | 2012년 5월 10일 지정                 |      |
| 42호 |      | 암천처사 조대                     | 논산시 상월면 학당리 산 19-13 | 무안박씨종중    | 2012년 5월 10일 지정                 |      |
| 43호 |      | 무안박씨 고문서                   | 논산시 상월면                 | 무안박씨종중    | 2012년 5월 10일 지정                 |      |
| 44호 |      | 반곡리 산신제                     | 논산시 양촌면 반곡리          | 반곡리마을회    | 2014년 1월 2일 지정                  |      |
| 45호 |      | 고산임화 동제와 소금단지 화재맥이 | 논산시 양촌면 임화리          | 임화리마을회    | 2015년 1월 19일 지정                 |      |

## 참고 문헌
- 논산시 홈페이지 - 고시/공고